# Les Chants de l'Amour
Les Chants de l'Amour (liefdesliederen) is een compositie van de Fransman Gérard Grisey uit de periode 1982-1984. De compositie is geschreven voor twaalf vrouwenstemmen, tien mannenstemmen en een tape. Het werk is eigenlijk hét standaardwerk binnen de spectrale muziek, doch die stroming is op zichzelf vrij klein. Alhoewel er miljoenen liefdesliederen zijn geschreven van de troubadours in de middeleeuwen tot aan de huidige stromingen binnen de popmuziek zijn Griseys liefdesliederen met geen andere te vergelijken en zijn ook binnen het genre uniek.
Grisey vatte het idee in 1981; hij zat te denken aan een compositie waarbij de polyfonische structuren uit bijvoorbeeld de middeleeuwse muziek, zoals bij Johannes Ockeghem en Guillaume Dufay, werd ondersteund door slechts één grondtoon.

## Theorie
De componist in spectrale muziek ontleedt de toon (samenklank van de grondtoon en boventonen) in de grondtoon en de daarbij als vanzelf meeklinkende boventonen. Hij zet daarbij de grondtoon apart en laat deze zich bewegen in allerlei samenspel met enkele boventonen. Dit zorgt ervoor dat het klankbeeld van de boventoon steeds wijzigt. Een vergelijking is te maken door het naar muziek luisteren als men hevig verkouden is. Doordat bepaalde frequenties door de verkoudheid uit de toon worden gehaald, klinkt deze anders dan in een situatie waarin men niet verkouden is. Het programma voor het ontleden van muziek werd geleverd door het IRCAM, een muzikale instelling op het gebied van voornamelijk elektronische muziek.

## Toelichting
Net als het toepassen van de spectrale muziek in theorie, is de tekst van deze compositie ook ontleed. Als basismateriaal is genomen de tekst: "I love you" (ik houd van jou). Daaruit zijn de klinkers gekozen om te zingen door de dames en heren én de tape, lees machine. Daaraan toegevoegd zijn zestien verschillende klinkerklanken voor de stemmen en een honderdtal synthetisch gefabriceerde klinkerklanken voor de machine. Pas later worden ook medeklinkers toegevoegd; alleen voor de dames en heren (de machines was destijds nog niet zo ver dat zij ook kunstmatige klanken als medeklinkers konden voortbrengen). Daarnaast worden ook namen van beroemde geliefden uit de literatuur gebruikt zoals Tristan en Isolde, Orfeus, Euridice, Don Quichotte, Dulcinea, Romeo, Julia etc. Tot slot zijn er tekstfragmenten toegevoegd uit het 22 talen rondom het begrip liefde. Maar omdat alles ontleed is, zijn de teksten of woorden nauwelijks traceerbaar. Pas op het eind komen verstaanbare fragmenten voor. Ook het Nederlandse Ik houd van jou is te horen. Het stuk begint met de opdracht van het werk: Chants d’amour dédiés a tous les amants de la terre (liefdesliederen opgedragen aan alle geliefden van de Aarde). Toegevoegd is nog een stuk tekst uit Rayuela van Julio Cortázar.
De ontleding van de klinkerklanken gebeurt aan de hand van formanten (dat is te vergelijken met de grondtoon, zie boven). Ieder mens brengt bij spreken of zang zijn eigen klank voort, ook al zegt men hetzelfde. Door structuur en verhoudingen in stembanden, mondholte etc. etc. wordt de formant (grondtoon) aangevuld met resonanties (boventonen, zie boven). Het geheel vanaf het strottenhoofd zorgt ervoor dat er uiteindelijk een "a", "e", "i", o"" , "u" of "ij" te horen is.
Alles is daarbij nog op toon gezet. De tape bevat elektronische gefabriceerde geluiden maar ook van tevoren opgenomen menselijke klanken.

## Hoe klinkt het
Het vorenstaande en nog meer andere theoretische zaken staan een menselijk klinkende compositie niet in de weg. Het stuk begint met de haast oerklanken van de mens; grommende mannen en engelachtige stemmen van de vrouwen; al snel fabriceren ook de mannenstemmen engelachtige geluiden. Dan doet de tape/machine haar intrede, als een bliksemschicht doet ze alles verstommen. De tape/machine kent vervolgens een sterk decrescendo en vormt daarna een pulserend geheel met de menselijke stemmen. De stemmen en dus ook de tape/machine brengen zanggeluiden voor, maar klinken dan weer verliefd, boos, angstig, liefkozend en kibbelend; het gehele scala aan stemmingen komt voorbij.
Het werk is in 28 secties verdeeld, soms is er een generale rust, andere keren loopt de compositie gewoon door. Een sectie bestaat uit een crescendo op I, een handhaving op love en een decrescendo op you. Een duidelijk voorbeeld daarvan is in een van de latere secties te horen, als de tape aansluit op de mannenstem.
Een andere impuls wordt steeds gegeven door de tape/machine, die een sforzato-signaal geeft. De tape/machine lijkt zich gedurende het werk te ontwikkelen en komt steeds dichter bij de menselijke stem. Er lijkt ook interactie tussen menselijke stem en tape/machine te zijn, maar die is er natuurlijk niet; de geluiden van de tape/machine zijn voorgeprogrammeerd. Men is bij de opnamen van de menselijke stem naar de tape/machine zo te werk gegaan, dat als later de menselijke stem wordt toegevoegd het geheel een evolutie ondergaat.
Doordat de stemmen uit elkaar getrokken zijn, is de tekst op een enkele uitzondering na niet te volgen. De namen Orfeo en Isolde zijn bijvoorbeeld goed te "verstaan"; het kost enige moeite om de naam Tristan (wordt uitgesproken als lijkend op Griskan) te onderscheiden, terwijl die naam logischerwijze direct op die van Isolde volgt. Een ander voorbeeld is dat de menselijke stem vrij eenvoudig Amor kan uitspreken, de tape/machine komt niet verder dan à-ô.
Naast alle liefde komt ook de tekst It’s over voorbij. Pas aan het slot komt de tekst I love you steeds duidelijker naar voren.

## Première
De première vond op 3 juni 1985 aan het IRCAM, door het Schola Cantorum uit Stuttgart o.l.v. Clytus Gottwald

## Bron
- Uitleg door Grisey zelf in 1985[dode link]
- (fr) Oorspronkelijke uitleg
- uitgave Kairos: Schola Heidelberg o.l.v. Walter Nussbaum